# Недзялкі (Свентокшиське воєводство)
Недзялкі (пол. Niedziałki) — село в Польщі, у гміні Ритв'яни Сташовського повіту Свентокшиського воєводства.
Населення — 196 осіб (2011).
У 1975-1998 роках село належало до Тарнобжезького воєводства.

## Демографія
Демографічна структура на день 31 березня 2011 року:
|          | Загалом | Допрацездатний вік | Працездатний вік | Постпрацездатний вік |
| -------- | ------- | ------------------ | ---------------- | -------------------- |
| Чоловіки | 99      | 27                 | 57               | 15                   |
| Жінки    | 97      | 17                 | 58               | 22                   |
| Разом    | 196     | 44                 | 115              | 37                   |